# Solières
Pour les articles homonymes, voir Solières (homonymie).
Solières est un important hameau de la ville belge de Huy situé en Région wallonne dans la province de Liège. Sis sur les hauteurs en rive droite de la Meuse, entre Andenne et Huy, il faisait partie de l’ancienne commune de Ben-Ahin jusqu’à la fusion des communes de 1977.
Au XIIe siècle, une abbaye de moniales cisterciennes y fut établie non loin des sources de la Solières. Plusieurs bâtiments de l'abbaye, datant des XVIIe et XVIIIe siècles, ont survécu : portail, moulin, ferme et quartier abbatial, devenu le « château de Solières ».

## Patrimoine
- la cense de Solières
- le moulin de Solières
- le château de l’abbaye de Solières

## Football
- Solières Sport